# The Mick
The Mick is een Amerikaanse sitcom uit 2017 van Fox Broadcasting Company en werd bedacht door Dave Chernin en John Chernin. Er werden twee seizoenen van gemaakt met in totaal 37 afleveringen. Hoofdrollen worden gespeeld door Kaitlin Olson, Sofia Black-D'Elia, Carla Jimenez, Thomas Barbusca en Jack Stanton. In België wordt de reeks uitgezonden door de Vlaamse zender Q2.

## Verhaal
De rijke Pamela Pemberton en haar man Christopher worden gearresteerd door de FBI omwille van fraude en belastingontduiking. Ze besluiten het land te ontvluchten en hun drie minderjarige kinderen - Sabrina, Chip en Ben - achter te laten. Daardoor is Pamela's nicht Micky genoodzaakt te verhuizen van Rhode Island naar Greenwich om de kinderen op te voeden. De onverantwoordelijke Mickey krijgt hulp van haar beste vriend Jimmy en huishoudster Alba.

## Rolverdeling

### Hoofdrollen
| Acteur             | Personage                |
| ------------------ | ------------------------ |
| Kaitlin Olson      | Mackenzie "Mickey" Molng |
| Sofia Black-D'Elia | Sabrina Pemberton        |
| Thomas Barbusca    | Chip Pemberton           |
| Jack Stanton       | Ben Pemberton            |
| Carla Jimenez      | Alba Maldonado           |
| Scott MacArthur    | James "Jimmy" Shepherd   |

### Wederkerende rollen
| Acteur          | Personage             |
| --------------- | --------------------- |
| Tricia O'Kelley | Pamela Pemberton      |
| Laird Macintosh | Christopher Pemberton |
| E. J. Callahan  | Kolonel Pemberton     |
| Wayne Wilderson | Principal Gibbons     |
| Arnell Powell   | Fred                  |